# فوج المشاة 369 الكرواتي (فيرماخت)
فوج المشاة 369 (بالألمانية: Verstärktes Kroatisches Infanterie-Regiment 369)‏، (بالكرواتية: 369. pojačana pješačka pukovnija)‏ وحدة في الجيش الألماني قاتلت على الجبهة الشرقية في الحرب العالمية الثانية. نشأ الفوج من متطوعين من كرواتيا وكان يشار إليه عادة باسم الفيلق الكرواتي ( Hrvatska Legija ).

## تشكيل - تكوين

علم الفوج مع شعار الوحدة

علم الفوج (عكس) ، النقش على ما يلي: " لبوغلافنيك وللوطن ".

في 10 أبريل 1941، تم إنشاء دولة كرواتيا المستقلة (NDH ، الكرواتية: Nezavisna Država Hrvatska ) كدولة دمية متحالفة مع الألمان المحتلين. طلبت حكومة أوستاش الفاشية التابعة لل دولة كرواتيا المستقلة من ألمانيا المساعدة العسكرية لأنهم كانوا يخشون من الطموحات الإقليمية الإيطالية بعد التنازل عن جزء كبير من منطقة دالماتيا الساحلية إلى إيطاليا في المعاهدات الموقعة في 18 مايو 1941. بحلول 25 يونيو 194 ، أرسل Poglavnik أنتي بافليتش، زعيم كرواتيا، مبعوثًا إلى برلين لتقديم متطوعين للعمل في الجبهة الشرقية. بحلول 2 يوليو، قبل هتلر العرض، وتم تشكيل وحدات عسكرية تحت إشراف اثنين من ضباط الجيش الألماني. نظرت كرواتيا لهذا كوسيلة لتعزيز علاقاتها مع ألمانيا، يحتمل أن تكون حليفا في تجنب المزيد من الخسائر الإقليمية لصالح إيطاليا.
على الرغم من أن كرواتيا اعتبرت الوحدة جزءًا من الحرس الداخلي الكرواتي واحتفظت سلطات كرواتيا بمسؤولية توفير بدائل، أقسم أعضاء الفوج اليمين لأدولف هتلر. في حين لم يكن الفوج جزءًا رسميًا من الفيرماخت، إلا أنه كان يخضع للولاية العسكرية الألمانية والقيادة الألمانية المباشرة طوال فترة وجوده، حيث كان جزءًا من فرقة المشاة الخفيفة رقم 100. كان جميع الجنود يرتدون الزي الرسمي للفيرماخت مع رقعة الشطرنج الكرواتية التي تتضمن كلمة Hrvatska (كرواتيا) في الجزء العلوي الأيمن والجانب الأيمن من الخوذة.
في البداية، تم تشكيل كتيبتين وتشكيلهما في فوج في فارازدين. وأعقب ذلك تشكيل كتيبة ثالثة في سراييفو  تم قبول الكروات أو الأوكرانيين أو الروس البيض فقط كمتطوعين، وحوالي ثلث هؤلاء كانوا من المسلمين البوسنيين. تم تشكيل كتيبة تدريب للفوج في ستوكراو، النمسا. ثم تم نقل الفوج إلى Dollersheim، النمسا للتدريب. مع قوة فعالة من 5000، تكون الفوج من ثلاث كتائب مشاة، وهي سرية مدفع رشاش، وسرية مضادة للدبابات، وثلاث بطاريات مدفعية ميدانية، وموظفي المقر الرئيسي وسرية تموين.
في 21 أغسطس 1941، تم نقل الفوج إلى رومانيا. من هناك، قضى عدة أسابيع يسير سيراً على الأقدام إلى الخط الأمامي. في 10 أكتوبر، ربط الفوج على خط نهر دنيبر مع فرقة المشاة الخفيفة رقم 100، التي كانت آنذاك جزءًا من الجيش السابع عشر لمجموعة الجيش الجنوبية.

## ما بعد
في أواخر أكتوبر 1944، عمل الفيلق اليوغوسلافي الذي يبلغ قوامه حوالي 3000 جندي كجزء من الجيش الأحمر حول شاك أثناء هجوم بلغراد. تشكلت هذه الوحدة في أوائل عام 1944 جزئيًا من أعضاء سابقين في فوج المشاة 369 (الكرواتي)، وكان يقودها الملازم أول أوستاش السابق العقيد ماركو ميسيتش بمساعدة الكابتن ميلوتين بيريسيتش، وهو صربي. وأشاد بكلا الضباطين من قبل الجنرال السوفيتي سيرجي بيريوزوف.

## القادة
- العقيد إيفان ماركول
- المقدم ايفان بابيتش
- العقيد فيكتور بافيتش
- المقدم ماركو ميسيتش

## نظر أيضا
- الفيلق الجوي الكرواتي
- الفيلق البحري الكرواتي
- دولة كرواتيا المستقلة خلال الحرب العالمية الثانية
- الحرب العالمية الثانية في يوغوسلافيا